# Saint-Nicolas-de-Macherin
Saint-Nicolas-de-Macherin é uma comuna francesa na região administrativa de Auvérnia-Ródano-Alpes, no departamento de Isère. Estende-se por uma área de 10,6 km². Em 2010 a comuna tinha 982 habitantes (densidade: 92,6 hab./km²).